# Kościół św. Marka w Bedburgu
Kościół św. Marka w Bedburgu – kościół znajdujący się w Bedburg-Hau (położonym w Nadrenii Północnej-Westfalii w Niemczech), wzniesiony w XII w. jako część klasztoru norbertanów, obecnie kościół parafialny parafii św. Jana Chrzciciela (Pfarrgemeinde Heiliger Johannes der Täufer).

## Klasztor
Kościół wzniesiono jako kościół klasztorny norbertanów powstał zapewne ok. 1124 (a pierwsza znana wzmianka o klasztorze pochodzi z 1138). Inicjatorem założenia klasztoru był założyciel zakonu Norbert z Xanten, a fundatorem hrabia Kleve Arnold I. Prawdopodobnie początkowo męski klasztor zamienił się w drugiej połowie XII w. w zgromadzenie podwójne (zarówno dla zakonników, jak i zakonnic), a z czasem pozostały już tu tylko norbertanki. Opiekę nad klasztorem sprawowali potomkowie fundatora, którzy z kościoła klasztornego uczynili swoją nekropolię (hrabiów Kleve chowano tu do XIII w.).
Od XIV w. klasztor zaczął podupadać wskutek wojen i zaraz, m.in. został splądrowany przez księcia Geldrii Edwarda w drugiej połowie XIV w. oraz przez mieszczan z Nijmegen w 1499). W drugiej połowie XV w. doszło także do sporu między zakonnicami a książętami Kleve, którzy uważali, że w klasztorze doszło do zbytniego rozluźnienia dyscypliny. Ostatecznie w 1519 papież Leon X zamienił klasztor w żeńskie zgromadzenie świeckich kanoniczek. Z kolei po 1604 zgromadzenie zostało przeniesione do bezpieczniejszego Kleve, a budynki w Bedburgu zostały niezamieszkane i niszczały. Likwidacja zgromadzenia nastąpiła w 1802, a w 1804 kościół w Bedburgu został świątynią parafialną.

## Kościół
Pierwotny kościół nosił wezwanie Najświętszej Marii Panny i św. Jana Chrzciciela, a od XVI w. jedynie św. Jana Chrzciciela. Był romańską budowlą wzniesioną na centralnym planie krzyża greckiego z wieżą wznoszącą się na przecięciu ramion krzyża. W dwóch wschodnich filarach podtrzymujących centralną wieżę znajdowały się klatki schodowe prowadzące na galerię. W połowie XV w. wschodnie ramię zostało przebudowane i rozbudowane w stylu gotyckim, z trójbocznym zamknięciem. W 1774 zabudowania klasztorne i większość kościoła zostały zburzone; pozostała jedynie wieża i wschodnie ramię kościoła. W 1804 ten zredukowany kościół zaczął pełnić funkcje parafialne .
Na przełomie XIX i XX w. zagrożony zawaleniem kościół został odnowiony, odbudowano przy tym brakujące trzy ramiona krzyża. Świątynię konsekrowano na nowo w 1902, dekorację malarską otrzymał w 1907. Ponownie odnowiono go w drugiej połowie XX w. (m.in. wymieniono wyposażenie, a w romańskich otworach okiennych osadzono okna witrażowe) .